# Christian Broadcasting Network
Christian Broadcasting Network (CBN) (en català: Xarxa de Radiodifusió Cristiana) és un canal de televisió cristià evangèlic, fundat pel telepredicador estatunidenc Pat Robertson. La seu central i les instal·lacions de CBN es troben a Virgínia, un estat del Sud dels Estats Units.
Pat Robertson, un predicador evangèlic baptista d'una denominació religiosa que forma part de la Convenció Baptista del Sud, era el propietari d'una empresa d'electrònica a Nova York.
En 1959, després d'estudiar al Seminari Teològic de Nova York, va comprar un vell canal de televisió i va fundar el canal CBN.
CBN retransmet programes per a diferents ministeris cristians: magazins, videos musicals, informatius, documentals, pel·lícules, i sèries de televisió. El programa principal del canal s'anomena The 700 Club, existeix una versió del programa en castellà anomenada Club 700 Hoy.